# Нестеров
Нестеров (рус. Нестеров) град је у Русији у Калињинградској области.

## Становништво
| 1939. | 1959. | 1970. | 1979. | 1989. | 2002. | 2010. |
| ----- | ----- | ----- | ----- | ----- | ----- | ----- |
| 6.644 | 3.205 | 4.004 | 4.745 | 4.826 | 5.049 | 4.595 |